# ديفيد ماغواير (لاعب كريكت)
ديفيد ماغواير (بالإنجليزية: David McGuire)‏ (13 نوفمبر 1931 في أستراليا - 26 فبراير 2007) هو لاعب كريكت أسترالي. لعب مع فريق تسمانيا للكريكت.

## وصلات خارجية
- ديفيد ماغواير (لاعب كريكت) على موقع إي آس بي آن كريك إنفو (الإنجليزية)